# Động đất Tocopilla 2007
Động đất Tocopilla 2007 là trận động đất xảy ra vào lúc 12:40, ngày 14 tháng 11 năm 2007. Trận động đất có cường độ 7.7 richter, tâm chấn độ sâu khoảng 40 km. Hậu quả trận động đất đã làm 2 người chết, 65 người bị thương.